# 미네소타 트윈스
미네소타 트윈스(영어: Minnesota Twins)는 미네소타주 미니애폴리스를 연고지로 하는 프로 야구 팀이다. 메이저 리그 아메리칸 리그 중부 지구에 소속되어 있다.
1901년에 창단하였다. 트윈스는 미니애폴리스와 세인트폴이 서로 마주보고 있는 쌍둥이 도시의 의미로 이름을 붙인 것이다. 아메리칸 리그에서 최초로 창단된 8팀 중 하나로, 워싱턴 내셔널스로 창립되었다. 하지만 초창기의 저조한 실적으로 인해 구단주가 이름을 워싱턴 세너터스로 잠시 바꾸었으나, 곧 다시 원래 이름으로 복귀하였다.
한 가지 주의하여야 할 사실은, 텍사스 레인저스의 전신도 워싱턴 세너터스인데, 그 워싱턴 세너터스는 미네소타 트윈스의 전신인 워싱턴 세너터스/내셔널스와는 다른 팀으로, 원래 워싱턴 팀이 1961년 미네소타로 이전하면서 새로 생긴팀이 텍사스 레인저스의 전신인 워싱턴 세너터스다.
한편, 2005년 8월 24일 기아와 자매결연을 맺었고 이 과정에서 기아가 유망 선수들을 해당 팀(미네소타)의 교육리그에 참가시켰으며 한때 디트로이트 한신 등과 자매결연을 시도하기도 했다.

## 역대 주요 선수

### 투수
- 미국 세스 그레이싱어
- 미국 조 네이선
- 미국 필 더마트레
- 도미니카 공화국 훌리오 데폴라
- 미국 R. A. 디키
- 미국 게리 레스
- 미국 마이크 마셜
- 일본 마이클 나카무라
- 미국 테리 멀홀랜드
- 미국 브라이언 배스
- 네덜란드 버트 블라일레븐
- 베네수엘라 카를로스 실바
- 캐나다 앤드루 앨버스
- 미국 스티브 칼턴
- 오스트레일리아 브래드 토머스
- 미국 브라이언 푸엔테스
- 미국 에릭 해커
- 미국 필립 험버
- 오스트레일리아 리암 헨드릭스
- 미국 리키 놀라스코
- 미국 필 휴스

### 포수
- 미국 A. J. 피어진스키
- 미국 조 마우어

### 내야수
- 일본 니시오카 쓰요시
- 미국 빌리 마틴
- 미국 폴 몰리터
- 미국 제이슨 바틀릿
- 미국 대니 발렌시아
- 도미니카 공화국 데이비드 오르티스
- 미국 론 워싱턴
- 미국 제임스 제리 하디
- 콜롬비아 오를란도 카브레라
- 파나마 로드 커류
- 캐나다 코리 코스키
- 미국 톰 퀸런
- 미국 조 크리디
- 푸에르토리코 빅터 펠럿
- 오스트레일리아 루크 휴스
- 베네수엘라 루이스 히메네스
- 대한민국 박병호

### 외야수
- 미국 랜디 바스
- 미국 빌리 빈
- 미국 데나드 스판
- 미국 데이브 윈필드
- 미국 짐 토미
- 미국 브록 패터슨
- 미국 제이슨 프리디
- 미국 토리 헌터

## 영구 결번
- #3 하먼 킬러브루
- #6 토니 올리바
- #7 조 마우어
- #10 톰 켈리
- #14 켄트 허벡
- #28 버트 블라일레븐
- #29 로드 커류
- #34 커비 퍼켓
- #42 재키 로빈슨

## 역대 한국인 선수
(트윈스 시절 등번호, 포지션, 트윈스 소속이던 시즌)
- 박병호 - 52번, 내야수, 2016년 ~ 2017년

1. ↑  김형태 (2005년 8월 25일). “'괴물' 한기주, 호안 산타나 육성법 전수 받는다”. 조이뉴스24. 2024년 5월 26일에 확인함.
2. ↑  박현진 (2011년 4월 26일). “[30주년시리즈 OLD&NEW22] 구단의 해외교류”. 더팩트. 2024년 5월 26일에 확인함.